# 1600.
1600. je prvo desetletje v 17. stoletju med letoma 1600 in 1609. 